# Tanystropheidae
Los tanistroféidos (Tanystropheidae) son una familia de saurópsidos arcosauromorfos prolacertiformes, que vivieron a mediados del Período geológico Triásico, entre 250 y 203 millones de años aproximadamente entre el Olenekiense y el Noriense, en lo que hoy es Norteamérica y el Cercano oriente. 